# Robert Davis (chính khách Anh)
Robert Jonathan Davis MBE DL (sinh ngày 27 tháng 9 năm 1957) là một luật sư người Anh và chính khách của Đảng bảo thủ. Ông là phó lãnh đạo của Hội đồng Thành phố Westminster và là chủ tịch ủy ban kế hoạch của nó trong 17 năm.  Ông từng là Thị trưởng Westminster 1996-1997 và cũng đã chủ trì Hiệp hội Thị trưởng London từ năm 1998 đến năm 2016.

## Tuổi thơ
Robert Davis sinh ngày 27 tháng 9 năm 1957. Ông là con trai của Gerald Davis (mất năm 2000) và Pamela Davis née Lee (mất năm 1997).
Ông được giáo dục tại Christ's College, Finchley, tiếp theo là Gonville and Caius College, Cambridge và Wolfson College, Cambridge, sau đó ông được đào tạo thành luật sư tại Cao đẳng Luật ở Cổng Lancaster của London. Ông được nhận vào làm luật sư vào tháng 10 năm 1983.

## Đời tư
Bạn đời lâu dài của ông (cho đến khi ông qua đời năm 2011) là Sir Simon Milton, người từng là lãnh đạo Hội đồng thành phố Westminster và Phó Thị trưởng London cho ông Boris Johnson. Năm 2007, họ đã tham gia vào một quan hệ đối tác dân sự tại Ritz Hotel của London.